# Squadra trinidadiana di Coppa Davis
La squadra trinidadiana di Coppa Davis rappresenta Trinidad e Tobago nella Coppa Davis, ed è posta sotto l'egida della Tennis TT.
La squadra ha esordito nel 1990 e ad oggi il suo miglior risultato è il raggiungimento del Gruppo II della zona Americana.

## Organico 2011
Aggiornato al match delle fasi zonali contro Panama del 18 giugno 2011. Fra parentesi il ranking del giocatore nel momento della disputa degli incontri.
- Yohansey Williams (ATP #)
- Liam Gomez (ATP #)
- Vaughn Wilson (ATP #)